# Instància
Una instància és un document escrit mitjançant el qual un ciutadà adreça una sol·licitud o petició a un superior, a un organisme o entitat, etc.
El model d'instància es regeix per unes normes de presentació i d'estil ja establertes: els grups de dades que inclouen han d'anar separats i les expressions EXPOSO i DEMANO -igual com el nom, el càrrec i el centre destinatari (situats al peu del document)- han d'ésser escrits en lletres majúscules.